# Ceutorhynchus rhenanus
Ceutorhynchus rhenanus är en skalbaggsart som beskrevs av Schultze 1895. Ceutorhynchus rhenanus ingår i släktet Ceutorhynchus, och familjen vivlar. Enligt den svenska rödlistan är arten otillräckligt studerad i Sverige. Arten förekommer på Gotland, Öland och Götaland. Arten har tidigare förekommit i Svealand men är numera lokalt utdöd. Artens livsmiljö är jordbrukslandskap, stadsmiljö.